# 福島勝美
福島　勝美（ふくしま　かつみ、1949年3月16日 - ）は、東京都出身の俳優、ナレーター。ジェイ・クリップ所属。

## 略歴
舞台およびCF出演の実績を積み現在へ至る。

## 出演

### テレビドラマ
- 徳川慶喜（NHK）
- 物書同心いねむり紋蔵（NHK）
- 緋が走る（NHK）
- カンゴロンゴ（NHK）
- DRAMA COMPLEX「嘘をつく死体」（日本テレビ）
- 火曜サスペンス劇場「弁護士・朝日岳之助14」（日本テレビ）
- カードGメン・小早川茜1（TBS）
- 万引きGメン・二階堂雪5（TBS）
- 十津川警部シリーズ16 寝台急行「銀河」殺人事件（TBS）
- 愛するために愛されたい（TBS）
- 優しい脅迫者（2001年、テレビ東京） - 小林人事部長 役
- 美女か野獣（フジテレビ）
- 秋刀魚の味（フジテレビ）
- 世にも奇妙な物語 秋の特別編 (2003年) 「パーフェクトカップル」（2003年、フジテレビ） - 田代部長 役
- FIRE BOYS 〜め組の大吾〜（フジテレビ）
- 白い巨塔（フジテレビ）
- まだ見ぬ父へ、母へ・魂で歌う青い海（フジテレビ）
- 曲がり角の彼女（フジテレビ）
- 金曜プレステージ「深川東署・特命人情捜査班 朝田真平」（フジテレビ）
- 新・愛の嵐（東海テレビ）
- はみだし刑事情熱系
  - 第3シリーズ（1998年） - 前田仁 役
  - 第4シリーズ（テレビ朝日）
- はぐれ刑事純情派（テレビ朝日）
- 笑ゥせぇるすまん（テレビ朝日）
- お前の諭吉が泣いている（テレビ朝日）
- 特命係長 只野仁（テレビ朝日）
- 相棒（2008年、テレビ朝日） - 片山社長 役

### 映画
- 竜馬暗殺（黒木和雄監督）
- たどんとちくわ（市川準監督）
- 修羅が行く10（小澤啓一監督）

### CM
- 任天堂DS
- 住友不動産
- スタッフサービス
- NTT西日本マイライン
- スズキワゴンR
- 花王健康エコナ
- 大正漢方胃腸薬
- ミサワホーム
- 野村證券
- 東京ディズニーリゾート
- ハウス ウコンの力
- ヱバラ食品 すき焼きのたれ
- 小林製薬 タフグリップクッション

### 舞台
- 劇団道学先生

　「酒ぼっちゃん」「ザブザブ波止場」「エキスポ（初演）」「兄弟どんぶり」
　「無頼の女房」「あたらしいバカを動かせるのはふるいバカじゃないだろう」
　「リンゴリンゴリンゴ」「デンキ島〜白い家篇〜」　他 
- 加藤健一事務所

　「ギャンブラー」「パパ・アイラブ・ユー！」「特急二十世紀」「最後の寂しい猫」
- たまがわげき

　「アリス・イン・ワンダーランド」
- ファザーズ・コーポレーション

　「宝石泥棒を探せ！」「ハロルドとモード」
- サンディ・プロデュース

　「飛行機雲2005〜DJから特攻隊へ愛を込めて〜」
- コロッケ納涼特別公演

　「大当たり！夫婦茶碗」
- 赤坂レッドシアター

　「冬の入口」（和田憲明 演出）
- コロッケ明治座初公演

　「仙台四郎物語」
- 劇団空感エンジン

　「ホッチキス」

### ラジオ
- NHK 「歌謡ドラマシリーズ」